# Saint-Léger-du-Bois
Saint-Léger-du-Bois é uma comuna francesa na região administrativa de Borgonha-Franco-Condado, no departamento Saône-et-Loire. Estende-se por uma área de 21,65 km². Em 2010 a comuna tinha 552 habitantes (densidade: 25,5 hab./km²).